# سیم ظرفشویی

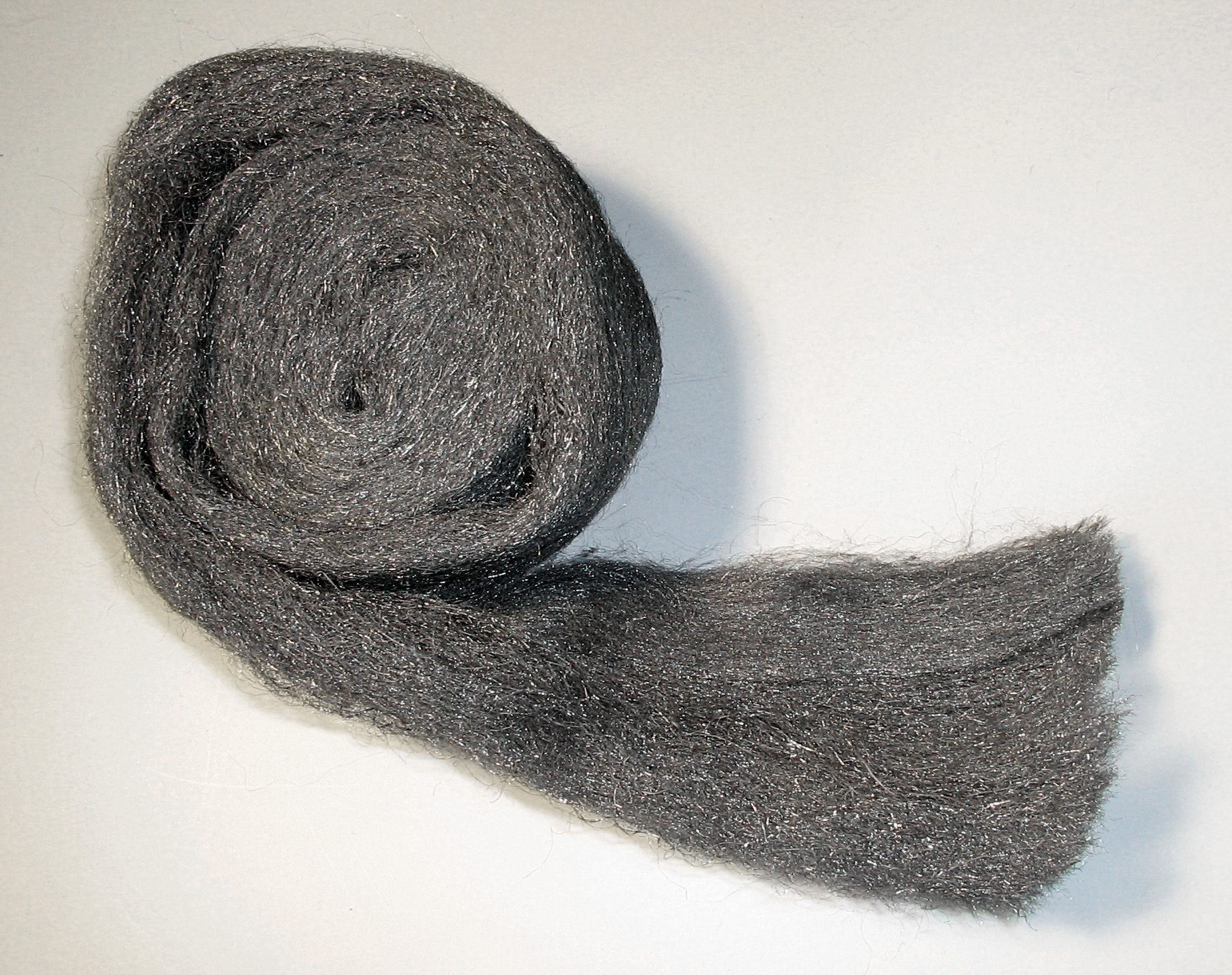
سیم ظرفشویی

سیم ظرفشویی یا پشم فلزی (به انگلیسی: Steel wool) که به آن پشم سیم یا اسفنج سیم نیز می‌گویند؛ مجموعه‌ای از فیلامنت های (filaments) بسیار منعطف و زبر است. این محصول در سال ۱۸۹۶ معرفی شد. سیم ظرفشویی به عنوان ابزاری ساینده برای صاف کردن و تراشیدن سطح چوب و فلزات، تمیز کردن ظروف منزل، شیشه و سطوح سفالی به کار می‌رود. سیم ظرفشویی از استیل با کربن کم ساخته می‌شود.